# Estación de Eloy Cavazos (Metrorrey)
La Estación de Eloy Cavazos pertenece a la línea 1 del Metro de Monterrey, se encuentra ubicada en el cruce de la Av. Benito Juárez y la Av. Ignacio Morones Prieto en el centro de Guadalupe. Anteriormente y desde su inauguración, la estación llevaba por nombre Palacio Federal debido a su cercanía con dicho inmueble, sin embargo, el 28 de agosto de 2006 cambio su nombre a Eloy Cavazos en homenaje al torero guadalupense, quien fue la primera figura del toreo mundial. 
La estación brinda de servicio de metro a la parte oriente de la ciudad y al centro de Guadalupe, además tener cercanía con la Clínica #4 del IMSS. La estación cuenta con acceso para personas con discapacidad.

## Conexiones

### TransMetro
- Eloy Cavazos - Dos Ríos: Recorre desde la estación hasta la zona de las colonias Dos Ríos y Los Faisanes en el municipio de Guadalupe. Tiene como fin reemplazar a la desaparecida Ruta 131 Infonavit - La Joya.[1]